# Félix Adausto
 Félix Adausto  (Portugal, século XVIII) foi um mestre entalhador. Residia em Lisboa. Do seu trabalho evidencia-se o que realizou na Igreja de São Miguel de Alfama.
Em 1725, contratou a execução dos Quatro Evangelistas colocados na capela-mor, envolvidos nas molduras de talha. São imagens peculiares, bem demonstrativas da versatilidade da linguagem barroca, aqui espelhada numa procura de um dinamismo desconcertante pelo anguloso da composição.